# ATP-toernooi van Toulouse
Het ATP-toernooi van Toulouse was een tennistoernooi voor mannen dat tussen 1982 en 2000 op de ATP-kalender stond.

## Finales

### Enkelspel
| Jaar | Winnaar            | Runner-up          | Score         |
| ---- | ------------------ | ------------------ | ------------- |
| 2000 | Àlex Corretja      | Carlos Moyà        | 6–3, 6–2      |
| 1999 | Nicolas Escudé     | Daniel Vacek       | 7–5, 6–1      |
| 1998 | Jan Siemerink      | Greg Rusedski      | 6–4, 6–4      |
| 1997 | Nicolas Kiefer     | Mark Philippoussis | 7–5, 5–7, 6–4 |
| 1996 | Mark Philippoussis | Magnus Larsson     | 6–1, 5–7, 6–4 |
| 1995 | Arnaud Boetsch     | Jim Courier        | 6–4, 6–7, 6–0 |
| 1994 | Magnus Larsson     | Jared Palmer       | 6–1, 6–3      |
| 1993 | Arnaud Boetsch     | Cédric Pioline     | 7–6, 3–6, 6–3 |
| 1992 | Guy Forget         | Petr Korda         | 6–3, 6–2      |
| 1991 | Guy Forget         | Amos Mansdorf      | 6–2, 7–6      |
| 1990 | Jonas Svensson     | Fabrice Santoro    | 7–6, 6–2      |
| 1989 | Jimmy Connors      | John McEnroe       | 6–3, 6–3      |
| 1988 | Jimmy Connors      | Andrej Tsjesnokov  | 6–2, 6–0      |
| 1987 | Tim Mayotte        | Ricki Osterthun    | 6–2, 5–7, 6–4 |
| 1986 | Guy Forget         | Jan Gunnarsson     | 4–6, 6–3, 6–2 |
| 1985 | Yannick Noah       | Tomáš Šmíd         | 6–4, 6–4      |
| 1984 | Mark Dickson       | Heinz Günthardt    | 7–6, 6–4      |
| 1983 | Heinz Günthardt    | Pablo Arraya       | 6–0, 6–2      |
| 1982 | Yannick Noah       | Tomáš Šmíd         | 6–3, 6–2      |

### Dubbelspel
| Jaar | Winnaar                              | Runner-up                          | Score         |
| ---- | ------------------------------------ | ---------------------------------- | ------------- |
| 2000 | Julien Boutter Fabrice Santoro       | Donald Johnson Piet Norval         | 7–6, 4–6, 7–6 |
| 1999 | Olivier Delaître Jeff Tarango        | David Adams John-Laffnie de Jager  | 3–6, 7–6, 6–4 |
| 1998 | Olivier Delaître Fabrice Santoro     | Paul Haarhuis Jan Siemerink        | 6–2, 6–4      |
| 1997 | Jacco Eltingh Paul Haarhuis          | Jean-Philippe Fleurian Maks Mirni  | 6–3, 7–6      |
| 1996 | Jacco Eltingh Paul Haarhuis          | Olivier Delaître Guillaume Raoux   | 6–3, 7–5      |
| 1995 | Jonas Björkman John-Laffnie de Jager | Dave Randall Greg Van Emburgh      | 7–6, 7–6      |
| 1994 | Menno Oosting Daniel Vacek           | Patrick McEnroe Jared Palmer       | 7–6, 6–7, 6–3 |
| 1993 | Byron Black Jonathan Stark           | David Prinosil Udo Riglewski       | 7–5, 7–6      |
| 1992 | Brad Pearce Byron Talbot             | Guy Forget Henri Leconte           | 6–1, 3–6, 6–3 |
| 1991 | Tom Nijssen Cyril Suk                | Jeremy Bates Kevin Curren          | 4–6, 6–3, 7–6 |
| 1990 | Neil Broad Gary Muller               | Michael Mortensen Michiel Schapers | 7–6, 6–4      |
| 1989 | Mansour Bahrami Éric Winogradsky     | Todd Nelson Roger Smith            | 6–2, 7–6      |
| 1988 | Tom Nijssen Ricki Osterthun          | Mansour Bahrami Guy Forget         | 6–3, 6–4      |
| 1987 | Wojtek Fibak Michiel Schapers        | Kelly Jones Patrik Kühnen          | 6–2, 6–4      |
| 1986 | Miloslav Mecír Tomáš Šmíd            | Jakob Hlasek Pavel Složil          | 6–2, 3–6, 6–4 |
| 1985 | Ricardo Acuña Jakob Hlasek           | Pavel Složil Tomáš Šmíd            | 3–6, 6–2, 9–7 |
| 1984 | Jan Gunnarsson Michael Mortensen     | Pavel Složil Tim Wilkison          | 6–4, 6–2      |
| 1983 | Heinz Günthardt Pavel Složil         | Bernard Mitton Butch Walts         | 5–7, 7–5, 6–4 |
| 1982 | Pavel Složil Tomáš Šmíd              | Jean-Louis Haillet Yannick Noah    | 6–4, 6–4      |

1982 · 1983 · 1984 · 1985 · 1986 · 1987 · 1988 · 1989 · 1990 · 1991 · 1992 · 1993 · 1994 · 1995 · 1996 · 1997 · 1998 · 1999 · 2000
ITF-toernooien (mannen en vrouwen)

ATP-toernooien (mannen) – ATP-seizoen 2025

WTA-toernooien (vrouwen) – WTA-seizoen 2025

Voormalige toernooien mannen
Voormalige toernooien vrouwen
Voormalige amateurtoernooien